# The World (.hack)
The World—是舞台.hack中的架空網絡遊戲。是架空的作業系統「Altimit OS」的遊戲。
由Cyber Connect Corporation（後稱「CC社」）所發售的MMORPG。是「Pluto Kiss（後述）」發生後第一款網絡遊戲。使用頭戴式顯視器(FMD)和控制器就可以進入The World遊玩。

## 概要
The World是以艾瑪．威藍特的敘事詩「黄昏的碑文」的斷作為世界觀，由哈洛爾德．修伊製作的網絡遊戲。大致可分為：
- fragment
- The World R:1
- The World R:2
- The World R:X

這四個世代，於以下舉出的是The World全體共通的基本概念。

### 組隊及名片
遊戲中能以最多3人組隊冒險。要邀請組隊一名要先有對方的名片才能組隊

### 伺服器及終端
設置了多個伺服器，用戶能在那伺服器中自由住返。在伺服器裡也有各自的終端，開始城鎮與冒險區中之間必須以終端來傳送。

### 區域字符
由三個字詞來，在開始城鎮傳送至冒險區和迷宮。各個字詞也會給敵人的等級、道具、冒險區和迷宮的場景、天氣等的屬性帶來影響。同樣的迷宮字詞能因不同的伺服器而存在複數，以伺服名來作出區別。

### 碑文與八相
在「黃昏的碑文」裡的災害之波，也可以稱為艾瑪的化身。作為遊戲的基本概念存在,不過，正常地遊玩的話不會有正接關係。

### 失落的大地
遊戲中以特定字符傳送，管理者也無法干涉的場所，例如「Δ被隱匿　禁斷的　聖域」等在R:1時已經有所發現，而失落的大地這個稱號是R:2才有的。

### 網絡貧民窟
於The World内非法存在的區域。由一精明強幹的黑客「黑爾芭」所設立，作為一個管理者無法管轄的區域，成為違法PC和流浪AI的藏身處。

### The World的發展
2007年5月，測試版fragment運行，公測玩家共1024人，原定測試期為6個月，後改為3個月。
2007年12月24日，正式版「The World」發售。至2008年中，利用者達2000萬人以上。
運為期為2007年至2015年，其後CC社總公司發生火災，導致在伺服器的資料受損，決定遷移至R:2。
於2015年12月24日發表處於計畫階段「The World R:2」，於2016年。因無法繼承R:1的資料，導致大量舊玩家流失，雖有大量新玩家加入，但規模減少至1200萬人以上，遊戲氣氛也大大改變。
為了將處於計畫階段盡快上市，在運營初期時有不少bug。
於2018年停止營運。停止營運原因不明。
於2020年公開「The World R:X」

## 黄昏的碑文
『黄昏的碑文』，正式名稱是——英語為「epitaph of the twilight」；德語為「Epitaph der Dammerung」，為艾瑪.維蘭德創作的長篇網絡敘事詩歌，原文為德語。

碑文轉載於艾瑪的個人互聯網主頁上，無論是誰都能免費觀看。但在之後不久因受到「冥王之吻」事件的影響而消失。在艾瑪的個人主頁上因添加了防拷貝系統（右鍵點擊拷貝.保存等指令被禁止)而由外部的熱心讀者以手寫的方式遺留下了一部分——BBS上的則盡數消失。以片段的詞句表示。
《黃昏的碑文》00 
背向遭「波」蹂躪之麥田
帶影少女輕聲低喃：
「必定、必定能歸返。」
但，此少女一無所知。
未知旅途盡頭所等待的真相，
亦未知她們的大地已然永遠淪喪。
《黃昏的碑文》01
當吾指引月亮之時，
愚篤之人
不見吾所指之處。
《黃昏的碑文》02
系的改變，無能進行，
吾輩已然失卻了機會。
正因殘存的時刻過於稀少，
吾輩錯過了道路，
今時才有所感，
吾輩所必須成就的，並非系的變更，
而應是個的變化。
《黃昏的碑文》03
頂天之「波」，覆蓋視野尚有餘裕。
因無從與遍布一切的力量對抗，
無影的人們，唯有嘆息。
正因一切都將化為「波濤」，
至少向波濤浪頭之其一，
報一箭之仇……
《黃昏的碑文》？？
【亂碼，無法判讀】
《黃昏的碑文》　
在越過悠悠龍骨諸峰之後、
所遇到的龍這麼說道：
「吾名為榭拉坦，
意為原罪。
回答吾之質問吧，
這樣吾將得以終結所負使命、
離開此地。」
一方面在誰的面前都是平等的，
另一方面卻又無論是誰、都無法將其抓住。
其為何物？
《黃昏的碑文》(威茲曼的郵件附件)
災難之波是由何處而生，無人知曉。
於星辰運轉一輪之後，
東方天空昏暗、大氣充滿悲愴之時，森林盡頭，命中注定者之地，波濤的先驅者們現身。
疾驅於前者為史凱司。
挾帶死亡之影、掃蕩阻擋於前之物，
惑亂的海市蜃樓，是為伊尼斯。
以虛偽的光景欺瞞所見之人，為頂天之波推波助瀾，浪頭碎裂飛濺時嶄新之波將現身，
此為梅格斯之力。
凡波濤所到之處，必遭憂慮與悲觀支配，
或許，此正為述說幽暗未來之人費德赫爾的技術。
遭災難之波吞噬時，歌雷擘劃出策略。
瑪哈以甜美的陷阱，製造溫柔的誘惑。
波濤極其猖獗之能事，無任何一物能逃離。
縱然以為已一時逃離，亦有達爾渥斯守候，
其將以殘酷至極之手段，毀滅其人。
此正為最激烈之報復。
波濤過後，留下的只剩虛無，
在空虛幽闇之深處，寇爾貝尼克由中現身。
此正為波濤，與其先驅者們。
《黃昏的碑文》(威茲曼的郵件)
黑暗女王黑爾芭終於舉兵，
光明之王亞培隆起而呼應，
兩者皆望見彩虹一端，
並聯手抵抗可憎之「波」。(註：在小說.hack//ANOTHER  BIRTH中威茲曼寄來的其中一份碑文郵件就是淺藍色的這段)
《黃昏的碑文》(米亞的話)
七姊妹的普蕾雅德，因與人相戀之故，
化為帶影之身，遭達克放逐。
是故，被稱為墮落的普蕾雅德。
在流浪的盡頭，隱匿於阿爾凱‧哈歐卡。
然而，那個日子並未持續。
以無再會之日。
普蕾雅德的形影消逝，波的先驅者們到來。

## fragment
德國程序編制員—哈洛爾德．修伊以黃昏的碑文為基礎，獨自製造出來的作品。

### 以此為舞台的作品
- .hack//黄昏の碑文（小說）

## The World R:1

### 伺服器及城鎮
以下的舉出的是作品中已登場的伺服器。
- Δ（デルタ）伺服器　水之都　馬克・阿奴（Mac Anu）
- Θ（シータ）伺服器　高山都市　杜納・羅利亞克（Dun Loireag）
- Λ（ラムダ）伺服器　文明都市　卡路密納・加迪力卡（Carmina Gadelica）
- Σ（シグマ）伺服器　空中都市　佛特・遨浮（Fort Ouph）
- Ω（オメガ）伺服器　遺跡都市　利亞・伐伊耳（Lia Fail）

### 職業
- 劍士（ブレイドユーザー，Blade User）
- 重劍士（ヘビーブレイド，Heavy Blade）
- 雙劍士（ツインユーザー，Twin User）
- 重斧使（ヘビーアックス，Heavy axe）
- 重槍使（ロングアーム，Long Arm）
- 咒紋使（ウェイブマスター，Wave Master）

以下在R:1後期（.hack//黄昏的腕輪傳說時）加入以下職業。
- 拳鬥士（グラップラー，Knuckle Master）
- 人狼族（ワーウルフ，Werewolves）

高等級的拳闘士轉職，可自由在人與狼兩個姿態變身。

### 以此為舞台的作品
- .hack//AI buster（小說） - 2007年
- .hack//SIGN（動畫） - 2009年
- .hack//ZERO（小説） - 2009年
- .hack（第1期PS2遊戲） - 2010年
- .hack//Liminality（動畫） - 2010年
- .hack//XXXX（漫畫） - 2010年
- .hack//Another Birth 另一誕生（小說） - 2010年
- .hack//GIFT（動畫） - 2010年（遊戲之後）
- .hack//黄昏的腕輪傳說（漫畫・動畫） - 2014年

## The World R:2

### 種族
玩家可使用的PC類型有分為以下幾類。
- 人族　於R:1已有的最基本的類型。
- 獸人族
  - Ya族（ガ族）　有著熊的體態，身體能力優秀的戰士類獸人。
  - Lei族（ライ族）　身體能力和人族一樣獸人。
  - Tu族（ウ族）　體型小，知力和感受性強的獸人。在公會「医療連盟癒し隊」中，除了會長—タダシ長官以外全員皆是使用這類PC。

另外，除了玩家可使用的PC外，NPC也有以下種族在在。
- 神明（神々）過去統統世界的存在，在戰爭中大多已死亡，現在已確認的只有フォルセト和ケルヌンノス 兩名。
- 蒸氣人偶（蒸気人形）　人族所製作以蒸氣推動的人偶，所有家事也能做到。メカ・グランティ也有這類部件。
- 葛蘭堤族（グランティ族）　神明以妖精的「良いところ」為基礎所誕生的存在。溝通能力很出色，一般會擔任公會管理等的工作。
- 奇姆奇姆族（チムチム族）　能生出蒸氣技術的動力源「奇姆球」。總括來說很軟弱，但也有小部份會被拿來攻擊。
- 妖精族（エルフ族）　以前因眾神而誕生，被委托地上統治的存在，因觸及逆鱗而被奪去「良いところ」，滅亡。
- 精靈（精霊）　紋章技術的根源，是潛伏於自然界的存在。

### 伺服器及城鎮
- Δ（デルタ）伺服器　悠久的古都　馬克・阿奴（Mac Anu）
- Θ（シータ）伺服器　蒼穹都市　Dol Dona
- Ω（オメガ）伺服器　鬥爭都市　路米納‧克羅斯（Lumina Cloth）
- Σ（シグマ）伺服器　雙天都市　Breg Epona

蒸汽都市

### 職業
- 斬刀士（ブレイド，Blade Brandier）
- 擊劍士（ブランディッシュ，Edge Punisher）
- 魔導士（ウォーロック，Shadow Warlock）
- 咒療士（ハーヴェスト，Harvest Cleric）
- 重槍士（パルチザン，Lord Partizan）
- 雙劍士（ツインソード，Twin Blade）
- 拳術士（グラップラー，Tribal Grappler）
- 鐮鬥士（フリッカー，Flick Reaper）
- 妖扇士（ダンスマカブル，Macabre Dancer）
- 鎗戰士（スチームガンナー，Steam Gunner）
- 鍊裝士（マルチウェポン，Adept Rogue）

### 以此為舞台的作品
- .hack//Roots（動畫） - 2017年（遊戲前的8個月）
- .hack//Alcor（小說） - 2017年（Roots後半至遊戲中期）
- .hack//CELL（小說） - 2017年（Roots後半至遊戲中期）
- .hack//G.U.（PS2遊戲） - 2017年
- .hack//G.U.+（漫畫） - 2017年
- .hack//G.U.（小說） - 2017年
- .hack//GnU（漫畫） - 2017年

## The World R:X

### 以此為舞台的作品
- .hack//Link（PSP遊戲)） - 2020年
- .hack//LINK 黄昏騎士團（漫畫） - 2020年
- .hack//Quantum（動畫） - 2022年